# Aderus latissimus
Aderus latissimus é uma espécie de inseto besouro da família Aderidae. Foi descrita cientificamente por Maurice Pic em 1899.

## Distribuição geográfica
Habita na Bolívia.